# Sóly, Veszprém
Sóly  este un sat în districtul Veszprém, județul Veszprém, Ungaria, având o populație de 458 de locuitori (2011). 

## Demografie
Componența etnică a satului Sóly
     Maghiari (96,45%)
     Germani (2%)
     Necunoscut (1,55%)
     Alții (1,55%)
Componența confesională a satului Sóly
     Romano-catolici (41,27%)
     Reformați (24,89%)
     Fără religie (15,72%)
     Luterani (1,75%)
     Necunoscută (15,5%)
     Atei (0,87%)
Conform recensământului din 2011, satul Sóly avea 458 de locuitori. Din punct de vedere etnic, majoritatea locuitorilor (96,45%) erau maghiari, cu o minoritate de germani (2,0%). Apartenența etnică nu este cunoscută în cazul a 1,55% din locuitori. Nu există o religie majoritară, locuitorii fiind romano-catolici (41,27%), reformați (24,89%), persoane fără religie (15,72%) și luterani (1,75%). Pentru 15,5% din locuitori nu este cunoscută apartenența confesională.